# رقابت درون‌گونه‌ای

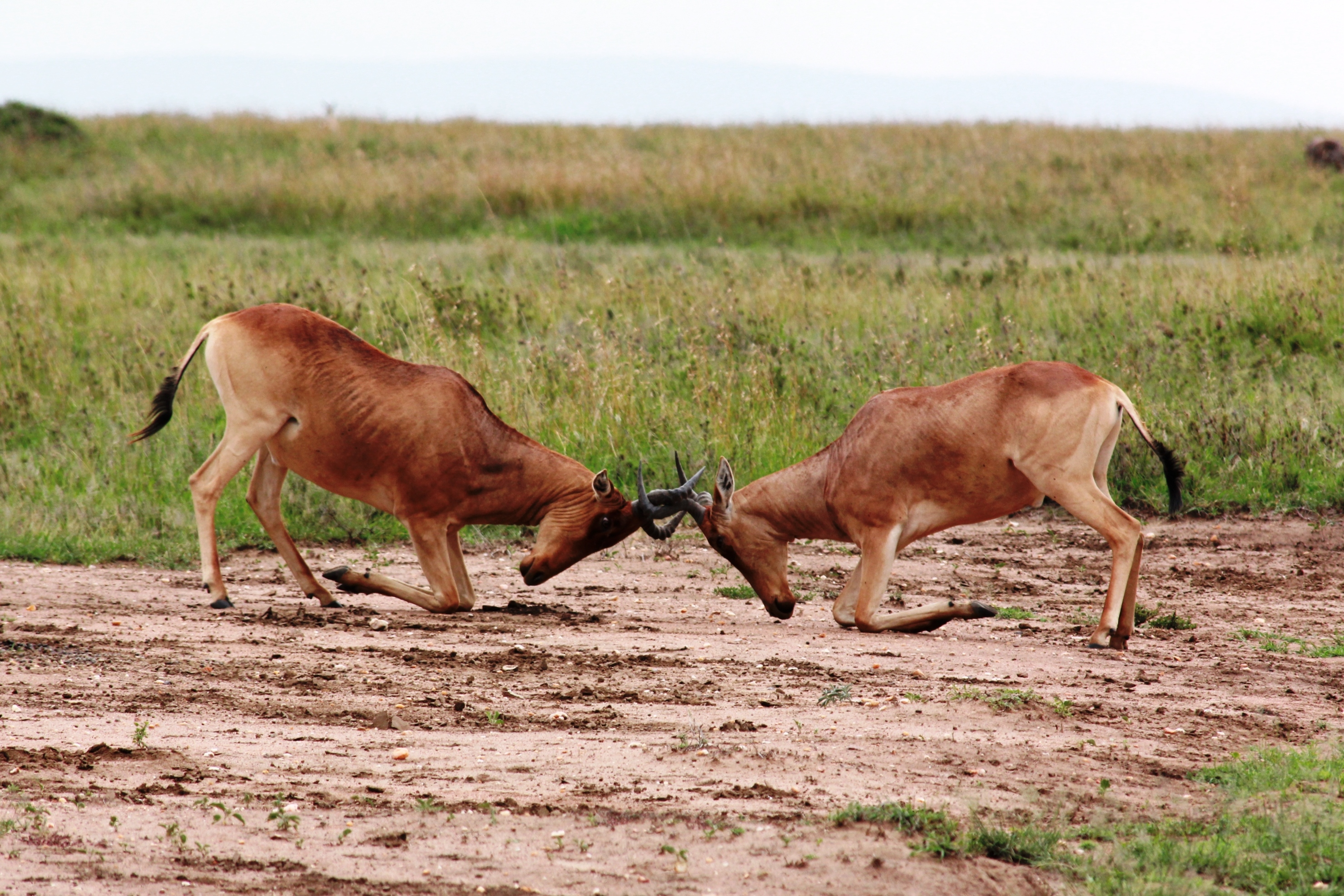
بزهای کوهی آفریقایی نر در حالی که شاخ‌هایشان در هم قفل شده است، به شدت از سرزمین قلمرو خود دفاع می‌کنند. این یک نمونه از رقابت مستقیم می‌باشد.

رقابت درون‌گونه‌ای در بوم‌شناسی جمعیتی، به نوعی برهم‌کنش گفته می‌شود که در آن اعضای یک گونه با یکدیگر و در میان همان گونه، بر سر منابع محدود در رقابت می‌باشند.